# Бої за Дебальцеве (2014)
Бої за Дебальцеве — епізод війни на сході України (Сектор «С»), який розпочався в кінці липня 2014 року. Дебальцеве є містом з великим залізничним вузлом, яке лежить на автошляху міжнародного значення М04, що поєднує Луганськ з Донецьком.
Бої під Дебальцевим загострилися після Першого мінського перемир'я з жовтня 2014 року.

## Передісторія
У березні-квітні 2014 року в Дебальцевому проводилися мітинги, де місцеві мешканці висували низку вимог, серед яких питання про федералізацію, проведення місцевого референдуму, статус російської мови, роззброєння всіх незаконних формувань на території України та інші.
13 квітня 2014 року на будівлі місцевого виконкому було піднято прапор Донецької народної республіки, а на дорогах поблизу міста встановлено блокпости. Того ж дня відбулася позачергова сесія міської ради, де розглядалося питання про суспільно-політичну ситуацію в області. За результатами сесії всі присутні депутати підтримали створення місцевих громадських формувань або Дебальцевських народних дружин, які мали на меті займатися охороною громадського порядку для захисту міста від радикально налаштованих громадян, також місцевою владою було вирішено залучити до цього співробітників правоохоронних органів. 5 травня депутати міської ради від Партії регіонів та КПУ підтримали проведення незаконного референдуму, який провели у Дебальцевому 11 травня.

## Перебіг подій

### Визволення міста
Починаючи з 24 липня в місті та на його околицях розпочалися активні бойові дії, внаслідок яких руйнувань зазнали житлові будинки та центральний ринок. Наприкінці липня тривали бої за звільнення Дебальцевого, 27 липня на залізничній станції загинув старший солдат 93 ОМБр Олександр Основа. 28 липня українські підрозділи звільнили населений пункт Дебальцеве. Після зачистки в місті були виявлені техніка, боєприпаси та озброєння, які залишили після себе терористи. На дорогах встановлено й обладнано додаткові блокпости, що дало змогу українським силам укріпити позиції, а також звузити кільце навколо Горлівки та Донецька. Таким чином було перекрито частину шляхів для постачання ресурсів проросійським силам.
2 серпня 2014 року старший лейтенант 25-ї бригади Олександр Какалюк тричі виїжджав на БТРі, щоб вивезти поранених та вбитих бійців. Загинув під час третього рейсу від кулі снайпера.
7 серпня загинув від отриманих поранень під час мінометного обстрілу терористами блокпосту Національної гвардії вночі старший солдат 45-го Микола Колосовський.
12 серпня ввечері у бою поблизу Вуглегірська загинули солдати 25-ї бригади Олександр Головко, Сергій Карпенко, Дмитро Тарасов, Вадим Філіповський, старші солдати Євген Корнієнко, Андрій Паращенко, старшина Олександр Мельников.
21 серпня в боях за Вуглегірськ загинув солдат 25-ї бригади Сергій Слісаренко.
28 серпня колона підрозділів Національної гвардії та Збройних сил України рухалась на допомогу українським воякам за маршрутом Дебальцеве — Комісаровка, потрапила у засідку, загинули сержант Микола Матвієнко, солдати Олег Дога, Андрій Тищенко, Олег Школьний і Юрій Яценко. Смертельно були поранені прапорщик Федір Ухарський і Олексій Курмашев.
31 серпня при виконанні бойового завдання під Дебальцевим загинули сержант Шелепаєв Олександр Анатолійович та старший сержант Титок Дмитро Миколайович.
3 вересня близько 20-ї години терористи випустили 2 залпи по місту Дебальцеве з установки «Град». Близько 1-ї години ночі тривав бій за околиці міста, внаслідок якого в 25-ї повітрянодесантної бригади було двоє вбитих.

### Бої після перших Мінських угод
6 вересня терористи підірвали машину «Урал» Національної гвардії України з РПГ, двоє бійців отримали поранення.
20 вересня за рахунок підкріплення з Артемівська та артилерії Збройних сил України було зірвано штурм міста. Того дня під час боїв загинуло 4 українських військових, 19 дістали поранення. Напередодні прессекретар Юрія Луценка Лариса Сарган повідомляла про те, що батальйон «Київська Русь» опинився в кільці російських військ під Дебальцевим.
28 вересня біля Дебальцевого група терористів намагалася захопити підстанцію системи електропостачання, але українські військові напад відбили. Станом на ранок 29 вересня бійці 11 батальйону територіальної оборони «Київська Русь» повідомили, що — за їхніми даними — було знищено підрозділ морської піхоти збройних сил РФ.
Близько 17 години 1 жовтня, здійснюючи обхід території прилеглої, до блокпосту, солдат резерву Кононович Іван Миколайович натрапив на заміновану ділянку. Після вибуху 2 військовослужбовці батальйону оперативного призначення столичної конвойної бригади отримали осколкові поранення, Іван Кононович загинув.
1 жовтня при розвідці між Дебальцевим і Фащівкою в бою з російськими збройними формуваннями капітан Ільгар Багіров підірвав себе і терористів гранатою — щоб не потрапити у полон.
2 жовтня бойовики перекинули в район Дебальцевого бронегрупу з 30 одиниць російської техніки. 3 жовтня о 4:30 обстріл міста терористами продовжився. 4 жовтня українські військові взяли під контроль трасу на Харків, розширивши таким чином горловину зони контролю в районі Дебальцевого.
14 жовтня вранці Д. Тимчук повідомив, що підрозділи, підконтрольні одному з ватажків терористів Ігорю Безлеру («Бєсу»), залишили ряд блокпостів на правому фланзі Дебальцевського плацдарму та відходять у напрямку Горлівки на раніше займані ними укріплені позиції. У зв'язку з цим керівництво «ДНР» зажадало від Безлера пояснень, проте останній ніяк не аргументував відхід своїх загонів від міста.
Вночі проти 15 жовтня бойовики тричі обстрілювали позиції сил АТО, застосовуючи РСЗВ БМ-21 Град, та двічі атакували блокпости сил АТО. Атаки було відбито.
6 листопада Д. Тимчук повідомив, що на Дебальцевському плацдармі бойовики й російські «казакі» перейшли до атак, з метою прорвати оборону сил АТО і вийти на південно-західний напрямок. Українські військові атаки відбили. 7 листопада Тимчук заявив, що бойовики хочуть звузити Дебальцевський плацдарм і підійти впритул до населеного пункту Дебальцеве. Керівництво бандформування «Призрак» оголосило підготовку до «оточення Дебальцевого».
Вранці 11 листопада було оприлюднено дані, що в районі села Чорнухине на лівому фланзі Дебальцевського плацдарму розгорнута нова артилерійська терористично-російська група.
12 листопада російсько-терористичні війська здійснили дві невдалі спроби наступу. В основному діяли бойовики з бандформування Мозгового із т. зв. «казаками» за підтримки ствольної артилерії, мінометів та бронетехніки, атаки були відбиті.
Вранці 14 листопада після невдалого штурму до лівого флангу Дебальцевського плацдарму терористи почали підтягувати свіжі формування.
Протягом усієї першої половини листопада терористичні угрупування здійснили по кілька десятків обстрілів щодня й почали проводити мінування доріг та встановлення фугасів. 18 листопада у пресцентрі РНБОУ повідомили, що кілька десятків тіл терористів та російських військових, що були вбиті протягом останніх днів біля Дебальцевого, скинуто за наказом терористичного керівництва у штольню однієї з приватних шахт, після чого терористи підірвали шахту.
19 листопада бойовики обстріляли селище під час роздачі там гуманітарної допомоги від українських силовиків, а також підрозділи поблизу Вуглегірська, Кам'янки, Нікишиного, Малоорлівки та Майорська на Дебальцевському плацдармі.
20 листопада в РНБО повідомили, що значно знизилась активність терористів на дебальцевському напрямку — через те, що терористи несуть значні втрати і фізично не встигають поповнювати  свої сили.
21-22 листопада терористи усю ніч обстрілювали місто з установок «Град» і «Ураган». Після припинення вогню на місце виїхали державні служби, в тому числі й начальник обласного главку міліції В'ячеслав Аброськін. 5 громадян зазнали поранень, поруйновані 20 житлових будинків, особливо в центральній частині міста, руйнування у міського суду, руїни і пошматований метал залишилися на місці боксу зі службовим автомобілем чергової частини.
22-23 листопада під час неодноразових атак на позиції українських військових поблизу Дебальцевого бойовики зазнали значних втрат. На брифінгу РНБО повідомили, що втрати бойовиків були істотними, і вони змушені постійно змінювати позиції.
Станом на ранок 24 листопада російсько-терористичні війська активізувалися після невдалих спроб просунутися до околиць Дебальцевого з боку Нікішиного і Чорнухиного силами трьох тактичних груп бойовиків, у першу лінію увійшли російські військовослужбовці. Українська розвідка зафіксувала щонайменше одну посилену ротно-тактичну групу російських військ та до 15 одиниць бронетехніки за підтримки двох артилерійських підрозділів та зосереджені приблизно 10 мінометних розрахунків терористів.
Вранці 2 грудня з'явилися дані, що біля Дебальцевого зведена тактична група одного з мотострілецьких з'єднань армії РФ при висуванні в район бойового призначення була обстріляна й атакована із засідки невстановленим підрозділом; були загиблі й поранені, а також ліквідовано дві одиниці техніки.
8 грудня український санітарний автомобіль потрапив у засідку терористів під Дебальцевим, напад бойовиків було відбито із завданням втрат у живій силі.

## Оцінки
На початку вересня 2014 року десантники 25 ОПДБр виражали сумнів щодо шансів утримання Дебальцевого, яке опинилося майже з усіх сторін оточеним ворожими позиціями.